# Marguerite Catherine Perey
Marguerite Catherine Perey (Villemomble, 19 de outubro de 1909 — Louveciennes, 13 de maio de 1975) foi uma física e química francesa. Descobriu o elemento químico frâncio em 1939.
A partir de 1929 foi assistente de Marie Curie, no "Instituto do Rádio" (atual Instituto Curie), onde permaneceu como técnica até a morte de Curie, em 1934. A partir de 1934 assumiu, no mesmo Instituto, o cargo de radiologista até 1949, sendo nos últimos três anos, diretora desta instituição.
Em 1939, com a idade de 29 anos, trabalhando no Instituto do Rádio, descobriu um isótopo do elemento frâncio (Fr-223). Perey detectou este isótopo como produto do decaimento do isótopo astato—227. A posição deste elemento estava por muitos anos aberta na tabela periódica.
Em 1946 obteve o seu grau de doutorado na Universidade de Sorbonne.
Em 1949 assumiu o cargo de professora de química na Universidade de Estrasburgo, onde permaneceu até a sua morte em 1975. Morreu de câncer, provavelmente como consequência de muitos anos trabalhando com produtos radioativos.